# 포도주 시음
포도주 시음(葡萄酒試飮, 영어: wine tasting) (이하 시음)이란 포도주의 특성을 감각적으로 평가하는 방식이다. 포도주는 아주 오래 전부터 존재했지만, 공식적인 시음 방법은 14세기가 되어서야 확립되기 시작했다. 현대의 전문적인 포도주 테스터들(소믈리에나 유통업자들)이 포도주의 맛, 아로마, 그리고 다양한 특성을 묘사하는 방식은 시간이 흐를수록 더 정교화되고 발전하고 있다. 뿐만 아니라 전문용어 대신 개인의 느낌과 감상을 나타내는 비공식적인 표현들도 사용되고 있다.

## 개요
포도주 시음은 포도주의 주요 4가지 요소를 분석하는 것이다.
- 겉보기
- 아로마/부케
- 입 속의 느낌/질감
- 맛/피니쉬

포도주의 전반적인 품질은 위와 같은 요소들 뿐 아니라 가격대와 지역, 빈티지 등에 의해서도 영향을 받는다. 또한 오크통 발효, 젖산 발효 등과 같은 다양한 포도주 양조 기술 또한 밀접한 연관이 있다.
일상에서 우리는 주로 한 번에 한 종류의 포도주를 마시게 되지만, 평가 시에는 여러 종류의 포도주를 비교하며 마셔보는 것이 더 객관적이다. 동일한 빈티지이나 다른 양조장의 포도주를 마셔보거나(수평적 시음), 단일 양조장의 다양한 빈티지의 포도주를 마실 경우(수직적 시음) 특정 포도밭이나 빈티지에 대해서 더 잘 비교할 수 있다. 특정 빈티지나 양조장에 대한 편향된 평가를 피하기 위해서 블라인드 테스트를 진행하기도 한다.
시음자가 술에 취할 경우 평가에 영향을 미칠 수 있기 때문에, 포도주 테스터들은 평가할 포도주가 많을 경우 이전에 마시던 포도주를 뱉어내고 다음 포도주를 시음한다. 그럼에도 불구하고 20~25 종류의 포도주를 시음 할 경우 포도주의 알코올 성분이 입 속 피부로 흡수되기 때문에 취할 수 있다.

## 시음 단계
시음에는 기본적으로 5가지 기초 단계가 있다.
색을 보고, 스왈링하고, 냄새를 맡고, 맛보고, 음미하는 것이다. 또한 이는 “FIve S” 단계라고도 불리는데 보고(See) 스왈링하고(Swirl), 냄새 맡고(Sniff), 홀짝이고(Sip), 음미하는(Savor) 것이다. 이 과정에서 테스터는 투명도, 점성도, 복잡성, 풍부함 등 다양한 요소를 평가해야한다.

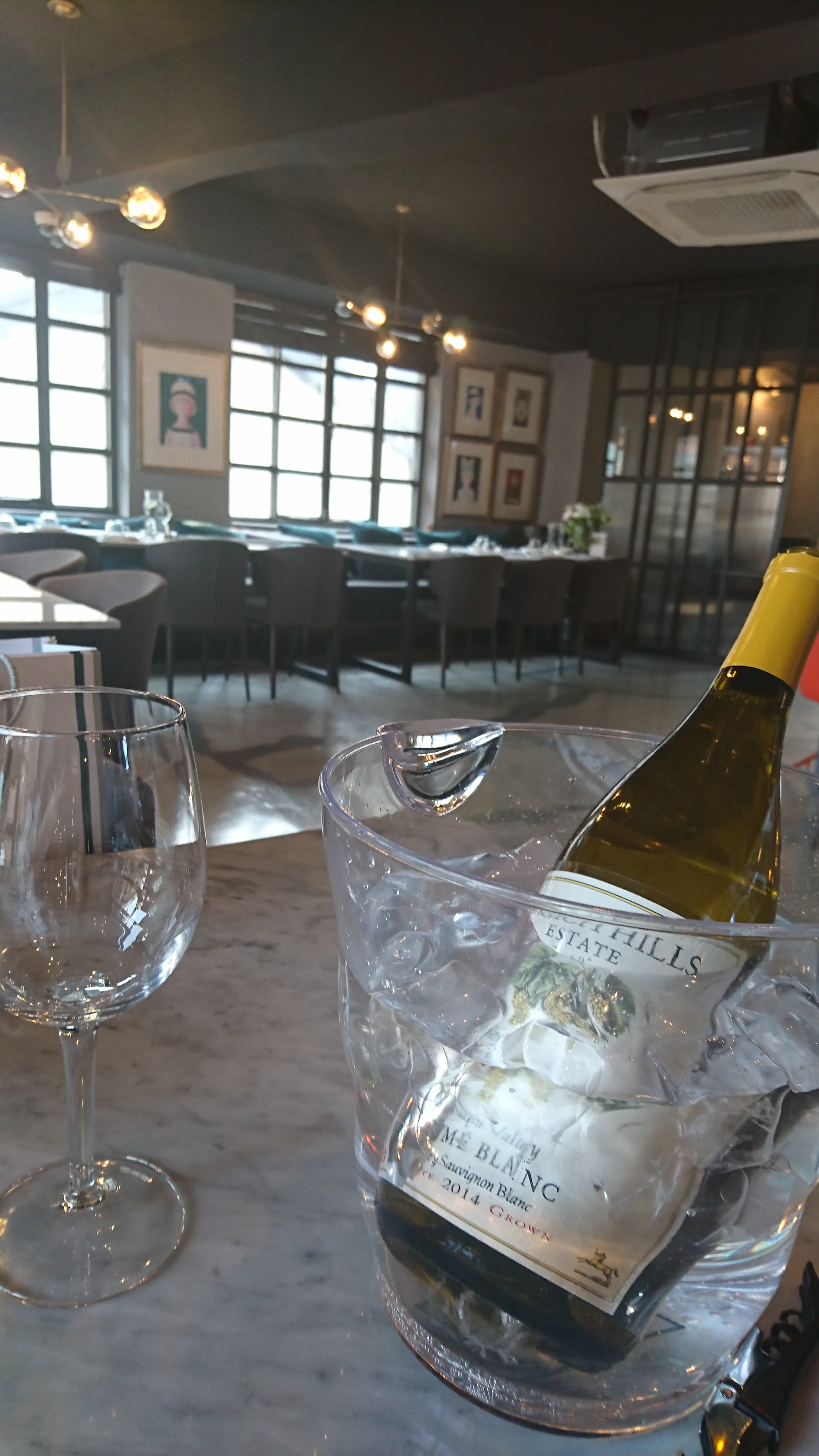
백포도주 칠링

포도주가 서빙되는 온도는 향과 맛에 큰 영향을 미치기 때문에, 적절한 시음 온도일 때 시음을 하는 것이 중요하다. 온도가 낮을수록 산미와 탄닌감이 강조되지만, 동시에 아로마가 덜 느껴질 수 있다. 높은 온도는 산도와 탄닌감이 둔화되지만 동시에 아로마를 더 잘 살려준다.
| 포도주 종류          | 예                                      | 온도     |
| -------------------- | --------------------------------------- | -------- |
| 스파클링 백포도주    | 샴페인                                  | 6–10 °C  |
| 낮은 바디감 백포도주 | 리슬링, 소비뇽 블랑                     | 8–12 °C  |
| 중간 바디감 백포도주 | 샤블리                                  | 10–12 °C |
| 높은 바디감 백포도주 | 오크터치된 샤르도네이, 론 지역의 백포도 | 12–16 °C |
| 스파클링 적포도주    | 쉬라, 람부르스코                        | 10–12 °C |
| 낮은 바디감 적포도주 | 보졸레누보, 프로방스 로제               | 10–12 °C |
| 중간 바디감 적포도주 | 산지오베제                              | 14–17 °C |
| 높은 바디감 적포도주 | 카베르네 소비뇽, 네비올로               | 15–18 °C |

### 시음 단계에서 평가되는 특성들
아로마 뿐 아니라 타닌, 산도, 알코올 등의 다양한 특성들이 얼마나 서로 조화를 이루는지도 포도주를 평가하는데 중요한 요소이다. 이런 특성이 균형을 이룰 때 우리는 ‘조화롭다’라고 표현을 한다. 또한 포도주의 ‘표현력’ 또한 중요한 품질 요소인데, 이는 포도주의 향과 맛이 명확하고 잘 묘사될 수 있음을 의미하는 용어이다. 포도주의 복잡도라는 것은 다양한 요소들, 맛들의 복합성에 따른 것이다. 또한 연속성(유대감)이라는 것은 포도주의 특성과, 해당 포도가 재배된 지역(떼루아) 간의 연결성을 의미한다.

#### 겉보기

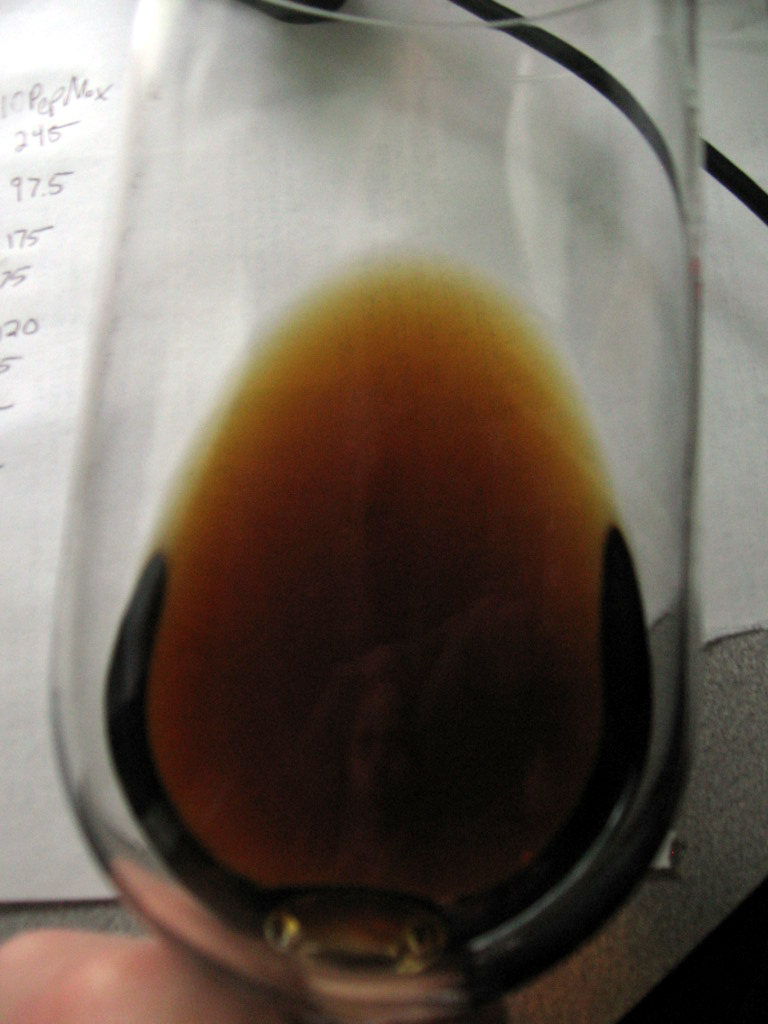
포도주의 색
- 오래 숙성되어 갈색으로 변한 포도주

포도주를 마시기 전에 색을 통해서 포도주의 농도, 점성도, 탄닌 정도 등을 유추할 수 있다. 점성도가 높은 포도주들은 일반적으로 색이 더 짙고, 또한 당도가 높을수록 점도가 높아진다. 이 경우 포도주를 스왈링(잔에 담긴 포도주를 가볍게 돌려주는 것) 해보면 포도주의 눈물이(포도주잔을 타고 흘러내리는 포도주) 좀 더 가시적으로 흘러내는 것을 관찰할 수 있다.
포도주의 색을 평가할 때는 흰 색 바탕에 잔을 기울여보는 것이 좋으며, 이를 통해 포도의 품종이나 오크통 숙성 여부 등을 추측해볼 수 있다.

#### 포도주의 향
포도주에는 휘발성과 비휘발성 성분들이 있으며, 이것이 포도주의 아로마를 구성하는 요소이다. 발효 과정 및 초기 몇 달간은 이러한 물질 간의 화학 반응이 활발하게 일어남에 따라 포도주의 향이 가장 급격하게 변하는 시기이다. 포도주의 숙성됨에 따라 화학반응과 아로마의 변화는 점차 더디어 지게 된다.
주요한 휘발성 물질들은 포도주의 당분과 결합하여 무취의 글리코시드를 형성한다. 포도주에 있는 효소 및 산 성분에 의해 가수분해가 일어날 경우 글리코시드에서 다시 휘발성 물질이 분리된다. 포도주의 시음은 증발된 휘발성 물질들의 향을 맡는 것이라고 할 수 있다.  후각 수용기의 세포들은 각각 다른 향들을 민감하게 인지하는데, 이 정보는 후 신경구를 통해 뇌로 전달된다. 1980년, 포도 성분에 따른 맛과 향이 어떻게 포도주의 품질에 영향을 미치는지에 대한 연구가 진행되었다. 과학자들은 크로마토그래프 질량 분석계를 통해 다양한 포도 품종의 휘발성 화학물질을 구분해 내었다.
인간의 혀는 단맛, 짠맛, 신맛, 쓴맛 등을 미각 수용기로 일차적인 맛들을 인지하지만, 미각 뿐 아니라 후각 또한 우리가 맛을 느끼는데 크게 기인한다. 이처럼 포도주를 음미할 때 느껴질 수 있는 과일, 꽃, 허브, 미네랄, 흙, 그리고 나무와 같은 맛들은 후각 신경에 의해서 지각되어 맛에 영향을 미친다. 일반적으로 포도주를 시음 하는 과정에서, 마시기 전 냄새를 맞는데 이것은 포도주의 다양한 특성들을 구분해내기 위함이다. 향을 표현하기 위한 다양한 용어들이 있는데, 가장 일반적인 표현은 ‘아로마(Aroma)’로 긍정적인 향을 묘사하는 것이며, 이는 ‘악취(Odor)’와 같은 부정적인 향을 묘사하는 것과 반대되는 것이다.

##### 아로마
아로마는 주로 포도 품종에 따라 발현될 수 있는 독특한 향인데, 대표적으로 게뷔르츠트라미너(Gewürztraminer)에서는 리치의 향이, 카베르네 소비뇽에서는 블랙커런트의 향이 난다. 이와 같은 아로마는 주로 어린 포도주에서 더 잘 구분될 수 있다.
휘발성 향의 성분은 주로 포도의 껍질과 과즙에 있기 때문에, 품종에 따라서 다양하게 나타난다. 양조학에 따르면, 포도의 이러한 화학 성분들은 생식을 위한 진화의 과정에서 발전된 것이다. 향으로 곤충들을 유인하여 꽃가루를 전달하거나, 새나 다른 짐승들이 포도 알갱이를 먹고 배설하여 씨를 퍼뜨리도록 하는 것이다. 따라서 다양한 스펙트럼의 향은 각각 포도 품종들이 생태학적으로 어떤 환경에서 자랐으며 다른 식물들과 어떻게 경합하는지에 따라 진화적으로 발달한 것이다.
특정 휘발성 물질에 따라 포도주에서 다른 향이 날 수 있다.
- Methoxypyrazine : 피망 등 녹색 채소의 향 (카베르네 소비뇽, 소비뇽 블랑에서 주로 나타남)
- Monoterpenes : 꽃향기에 기인, 장미와 같은 향 (리슬링 등에서 주로 나타남)
- Norisoprenoids-Carotenoid : 스파이시한 향 (샤르도네, 쉬라에서 주로 나타남), 라즈베리 향(피노누아에서 주로 나타남)
- Thiols/Mercaptans-sulfur : 마늘과 양파의 향, 이는 양조 과정의 결함에서 발생할 수 있다. (카베르네 소비뇽, 메를로, 피노 블랑, 피노 그리, 리슬링 등)

##### 부케
포도주가 숙성됨에 따라 산, 당분, 알코올, 그리고 페놀성분들이 반응하게 되고 이 결과 ‘부케’라고 불리는 새로운 향을 발현된다. 이것은 소테른 포도주의 경우 꿀향, 피노누아의 경우 트러플 향 등으로 묘사될 수 있다. ‘부케’라는 용어는 발효 과정 뿐 아니라 오크에 노출되는 과정에서 발현되는 향까지 지칭한다. 부르고뉴의 경우 포도주의 아로마는 세부적으로 1차, 2차, 3차 아로마로 분류된다. 일차 아로마는 포도 품종 특유의 향이며, 2차 아로마는 발효에 기인한 것이다. 삼차 아로마는 병 숙성 혹은 오크 숙성에 따라 발현되는 것을 의미한다.
어떤 향들은 산성과 알콜이 포도주 내에서 화학 작용을 하여 생성된 에스테르에 의해 발현된다. 에스테르는 발효 동안 생성될 수 있는데, 이는 효모에 의한 것일 수도 있고 숙성 기간 동안의 화학 작용에 의한 것일수도 있다. 크게 2가지 요소 : 어떤 종류의 효모가 사용되는지, 그리고 화학 작용 중 온도가 어떤지에 따라서 어떤 종류의 에스테르가 발생하는지 결정된다. 이 때문에 동일한 포도밭에서 자란 포도로 포도주를 만들더라도 다른 향을 가질 수 있게 되는 것이다.상대적으로 산성이 강한 낮은 pH의 포도주의 경우  병 숙성 기간 동안  수소 이온이 에스테르 형성에 촉매 작용을 한다.  하지만 동시에 수소 이온은 에스테르를 다시 산성과 알콜로 분해하는 역할을 하기도 한다. 이처럼 두 가지 활동의 균형이 지속적으로 반복되면 포도주는 특정 비율의 알콜, 산성, 에스테르로 평형 상태가 된다. 포도주에 부케가 형성되는 것은 이처럼 에스테르가 반응을 통해 농도가 변하며, 다양한 종류의 에스테르로 형성되고 쪼개지는 과정에 의한 것이다. 이것은 시간에 따라서 포도주가 다른 향을 내게 되는 가장 중요한 이유 중

##### 시향 방법
포도주의 향을 인지하는 것은 마시기 전 일차적으로 포도주를 평가하는 방법이다. 포도주를 시음 하기 전, 일반적으로 시음자들은 유리 잔의 냄새를 맡는다. 볼이 넓고, 끝이 점점 좁아지는 잔은 다양한 포도주의 향을 더 극대화 하고, 잔 속에 더 많은 향을 잡아두어 시음자가 더 용이하게 지각할 수 있도록 돕는다. 상대적으로 따듯한 온도에서 서빙되는 포도주의 경우 차가운 온도의 것과 대비하여 더 많은 향을 발현시키는데, 이는 열이 포도주의 휘발성 성분의 증발을 더 잘 일어나게 하기 때문이다. 스왈링은 포도주의 표면적을 넓혀, 더 많은 향 성분 분자가 증발되도록 한다. 하지만 스왈링을 할 경우 특정 미세한 향들은 상대적으로 더 우세한 향에 의해 묻혀버리기도 하기 때문에, 대부분의 전문 테이스터들은 스왈링을 하기 전 우선적으로 포도주의 향을 맡는다. 포도주에 더 가까이 코를 가까댈수록 상대적으로 더 향을 잘 느낄수 있으며, 한번 깊게 들이마시는 것 보다 여러번 짧게 킁킁거리듯 냄새를 맡는 것 또한 향을 더 잘 지각할 수 있게 한다.
포도주를 살짝 홀짝이면 입 속에서 따뜻하게 데워지고, 이것이 침과 섞이면서 화학 성분들이 증발하게 된다. 이 화학 성분들은 입 속을 지나 비강으로 들어가게 되고, 여기에는 거의 5백만개의 신경 세포가 있다. 일반적인 사람은 천 가지가 넘는 향을 인식할 수 있는 능력이 있지만, 현존하는 향 중 일부만 이름을 명명하여 부른다. 이런 현상은 'Tip of the nose phenomenon' 이라고 불리며, 이 때문에 사람들은 향을 맡을 때 일부만을 실제로 인식하게 된다.
향을 인지하는 것은 포도주 시음을 하나의 과정이며, 다음 단계는 어떤 향이 나는지 묘사하고 타인과 공유하는 것이다. 개개인마다 동일한 향을 묘사하는 다양한 방식을 가질 수 있는데, 이는 그들의 주변 환경에 의해 기인하거나 개인에 따라 향을 인지할 수 있는 감각적 능력 차이에 의한 것이다.
포도주의 부케는 포도주잔에서 스왈링을 하여 산소에 좀 더 노출시킬수록 더 잘 드러나게 되는데, 이 과정에서 포도주의 부케의 필수적 요소인 에테르, 알데하이드와 같은 분자들이 더 많이 배출된다. 하지만 스파클링 포도주의 경우 지나치게 스왈링을 할 경우 탄산을 잃어버리기 때문에 주의해야 한다. 부케를 충분히 맡으면 우리는 포도주의 맛을 유추할 수 있게 되는데, 이런 향들이 우리 입에서 맛을 인지하는 과정에 영향을 미치기 때문이다. 일단 입 안에 포도주를 머금게 되면 우리 체온에 맞추어 아로마가 더 많이 발생하게 되어 후각 수용기에 자극으로 전달된다. 포도주를 단지 벌컥벌컥 들이키는 것보다는 이처럼 일련의 단계를 거쳐 천천히 마시면 더 다양한 맛을 느낄 수 있다. 이러한 과정에서 아로마 분자들은 약 100개의 단계로 나눠진 1,500만 개의 후각 수용기에 의해 인지된다.
포도주잔의 형태는 시음 시 미묘한 차이를 만들어낼 수 있는데, 특히 부케에 영향을 많이 미친다. 일반적으로 이상적인 포도주잔의 형태는 볼 쪽이 넓고 입을 대는 엣지 부분으로 갈수록 좁아지는 것이다. 반면, 위로 갈수록 포도주잔이 넓어질 경우 아로마를 충분히 모아주지 못하여 적합하지 않은 잔으로 평가되며, 포도주 종류에 따라서 다양한 잔이 사용될 수 있다.

#### 입속의 느낌/질감
또한 포도주를 마실 때 느껴지는 조직, 맛, 무게감과 같은 입 속의 질감 또한 시음의 단계 중 하나이다. 충분히 맛을 느끼기 위해서 삼키기 전 몇 초간 입에 포도주를 머금고 있는 것이 좋은데, 머금은 상태로 살짝 입술을 벌려 산소를 들이키면 더 많은 에스테르를 느낄 수 있다. 또한 포도주가 입 속으로 천천히 흘러 들어 갈 때 미뢰에서 최대의 맛을 감지할 수 있게 된다.

#### 맛/피니쉬
또한 혀와 입의 부위에 따라서 아로마와 맛을 인지하는 정도가 다르다. 하지만 우리가 흔히 알 듯이 혀 끝만이 단 맛을 인지하거나 혀 가장자리에서만 신 맛을 인지하는 것은 아니며, 특정 맛을 인지하는 수용기의 밀도 차이가 있는 것이다.

## 시음의 종류

### 블라인드 시음
포도주에 대한 편향적인 평가를 피하기 위해 병의 형태나 라벨을 숨기는 블라인드 시음이 있다. 이 때 포도주는 검은색의 포도주잔에 서빙되어 테스터는 포도주의 색을 볼 수 없다. 테스터의 평가는 지형이나, 가격, 명성, 색, 그리고 다른 요소들로 인해 편향될 수 있다.
과학적인 연구에 의하면 특정한 정보의 제공은 기대효과를 불러 일으키며 인지에도 영향을 미친다. 예를 들어 사람들은 더 비싼 포도주가 저렴한 것에 비해 더 품질이 좋고 우수한 맛을 낼 것이라고 기대한다. 비싼 가격의 포도주이라고 속이고 서빙을 할 경우, 반대의 경우보다 항상 더 좋은 평가를 받았다는 연구 결과가 있다. 프랑스의 통계학자인 Frédéric Brochet는 중급의 보르도 포도주의 두 개의 병에 담았는데, 하나는 저렴한 포도주의 라벨이 다른 하나는 비싼 포도주의 라벨이 붙은 병이었다. 테스터들은 비싼 병에 담긴 것은 ‘나무향과 복잡성, 그리고 조화로움’ 등으로 포도주를 묘사했으나, 저렴한 병에 담긴 것은 ‘여운이 짧고 가볍다’ 라고 표현했다.

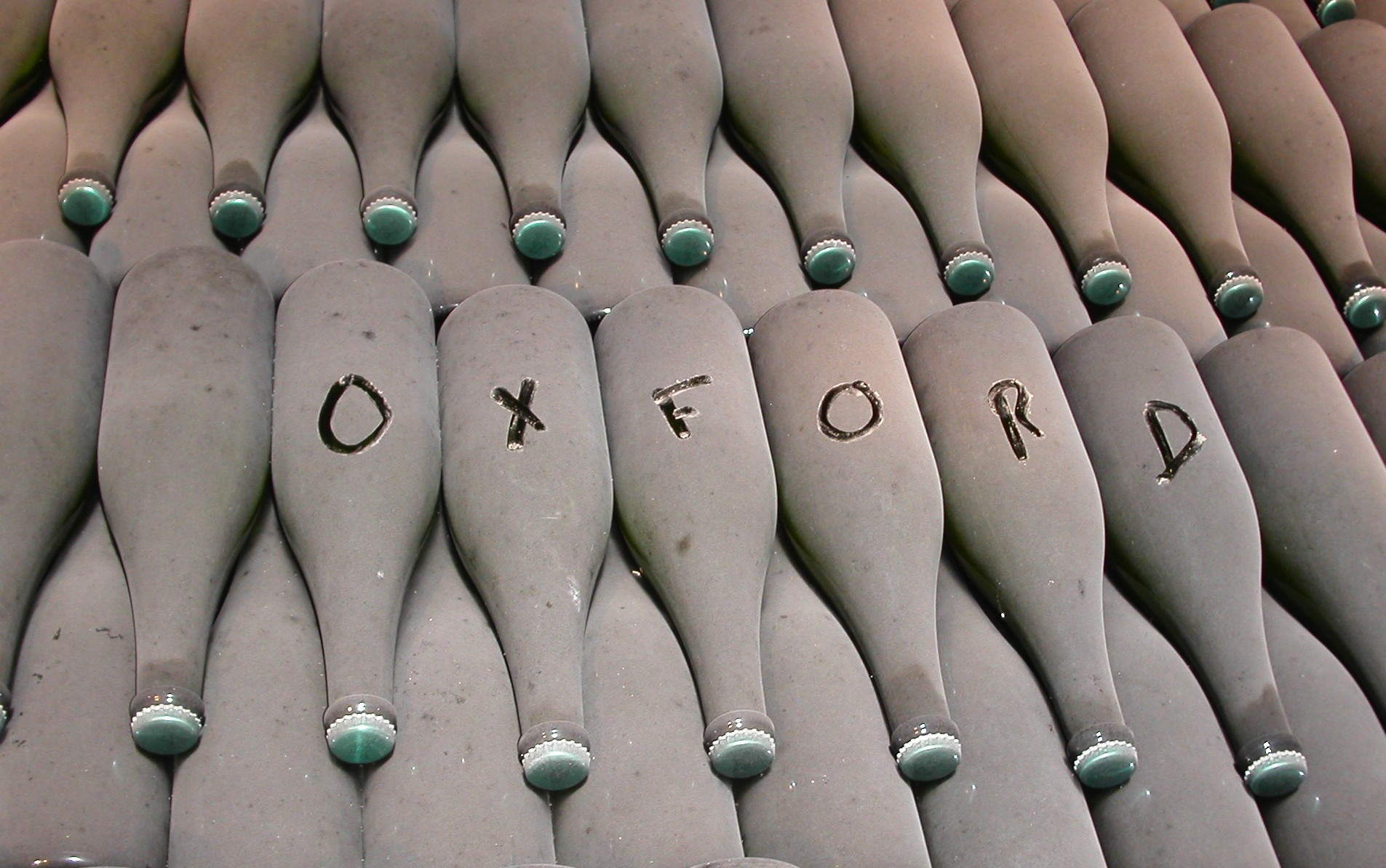
블라인드 시음

유사하게, 사람들은 양조자, 지역, 빈티지, 색, 그리고 다른 많은 요소들을 고려하여 포도주의 맛을 예측한다. 예를 들어서, 어떤 테스터가 화이트 포도주를 평가할 때 “상쾌하고, 드라이하며, 꿀향이 나고 생기가 있다”라고 묘사하였다. 동일 포도주에 붉은 색소를 타서 서빙을 하자 그는 포도주를 “깊고, 스파이시하며, 탄력적이다”라고 표현했다.
가장 유명한 블라인드 테스팅 중 하나는 1976년 개최된 “파리의 심판”이라고 알려져 있는데, 이는 프랑스와 미국 지역의 포도주를 평가하는 것이었다. 블라인드 테스트 결과 모든 사람들의 예상을 뒤엎고 미국 포도주가 프랑스 포도주를 압도하였으며, 이 일화는 2008년 ‘와인 미라클’이라는 영화로 제작되었다.

#### 가격에 따른 편견
2011년에도 Hertfordshire 대학의 Richard Wiseman 교수에 의해 유명한 블라인드 테스트가 진행되었다. 약 400명이 참석한 이 테스트에서, 교수는 대중들이 저렴하고 비싼 포도주를 구별해내지 못했다.

#### 색에 따른 편견
2001년 Bordeaux는 54명의 학부생에게 레드와 화이트 포도주 한 잔씩을 시음하게 했다. 참가자들은 레드 포도주를 ‘잼 같다, 붉은 과일의 향이 난다’고 표현하였다. 하지만 사실 두 포도주는 같은 병의 동일한 것이었고, 유일한 차이는 하나에 붉은 색소를 넣은 것 뿐이었다.

#### 지형 및 지역에 따른 편견
약 6년간 텍사스의 A&M 대학은 ‘프랑스’ ‘캘리포니아’ ‘텍사스’ 라고 라벨링 된 포도주를 참가자들에게 시음하게 했다. 그리고 항상 프랑스 포도주이라고 라벨 된 것이 최고점을 받았으나, 사실 모든 포도주는 텍사스의 것이었다. 연구 결과, 사람들이 무엇을 마시는지 인지한 결과에 따라 다른 평점을 준다는 단순한 이론이 증명되었다.

### 수직적, 수평적 시음
수직적/수평적 시음은 유사한 포도주들 사이의 차이점을 도출해내기 위한 것이다.

#### 수직적 시음
동일한 양조장, 동일한 포도주의 다양한 빈티지를 시음하여 빈티지 사이의 차이점을 도출

#### 수평적 시음
모두 동일한 빈티지이며 동일 품종, 유사지역에서 생산된 포도이나 다른 양조장에서 만들어진 포도주를 시음 하여 양조 기술 차이점을 도출

## 포도주 점수 매기기
시음의 과정 중 하나로, 일련의 과정을 거쳐 포도주에 점수를 매기는 방식도 있다. 이는 국제적 기준에 의하여 포도주의 다양한 특성을 가중치를 두어 평가하는 것이다. 특성들이라 함은 1) 포도주의 겉보기 2) 향기 3) 맛 4) 전반적 조화이다. 평가 기준에 따라 가중치는 다르게테 나타날 수 있다. (예_ 겉보기 15%, 향 35%, 맛 50%). 이러한 평가 기준은 유럽에 약 20개, 미국에 약 100개 정도가 있으며, 각 기준에 따라 선호도가 상이하기 때문에 비판을 받기도 한다.
대표적인 점수 기준에는 R.P(Robert Parker) , W.S.(Wine Spectator) 등이 있다.

## 시음 실력 향상 방법

### 시음 노트 작성

시음 노트

시음 노트는 포도주 시음 후 시음자가 느낀 아로마, 산도, 맛, 구조나 밸런스 등 다양한 특성을 작성하는 것이다. 시음 노트에는 아래와 같은 내용들이 포함될 수 있다.
- 포도주 정보  - 양조자, 빈티지, 생산국가, 포도 품종, 알콜 농도 등
- 시음 상황  - 장소 및 일자, 함께 시음한 사람, 페어링된 음식 등
- 시음 결과  - 겉보기 : 투명도, 농도, 색상, 점성도  - 냄새 : 과일/꽃/견과류/허브/기타 향 등  - 맛 : 타닌감, 산도, 당도, 밀도, 여운, 균형감 등

### 아로마 키트 활용

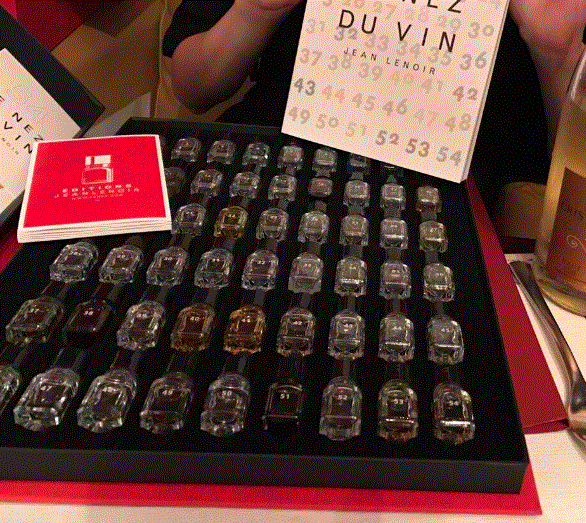
아로마키트 (54가지 향)

아로마키트는 포도주 교육용 자료로 사용되며, 향을 인지하는 능력을 발달시키고 이를 언어로 풍부하게 묘사할 수 있도록 도움을 준다. 모든 사람들은 어느 정도 발달한 후각을 가지고 있지만, 지속적인 훈련을 통해 포도주가 가지고 있는 다양한 향을 구별해낼 수 있게 된다. 아로마를 구별한 후, 이를 용어로 암기할 경우 아로마를 더 잘 기억하게 된다. 또한 다른 포도주 애호들과의 소통에서도 이러한 용어로 향을 표현하는 것은 중요하다. 아로마의 구별을 통해 포도주의 풍부함과 복잡성을 더 이해하게 되면 포도주의 풍미가 극대화될 수 있다.
후각은 다른 감각에 비해서도 특히 예민한 편으로, 포도주나 다른 음식들에 대한 선호도를 결정하는데 영향을 미친다. 하지만 대부분의 사람들은 후각을 적절히 활용하는 방법에 익숙하지 않다. 후각의 상피조직은 비강의 가장 높은 부분에 위치하고 있는데, 이는 3~4cm2 정도의 면적을 차지하며 점액으로 덮인 감각세포로 구성되어 있다. 냄새 분자는 마치 화학 신호처럼 작용을 하며 이것이 비강의 후단에 도달했을 때 점액에 용해되어 감각세포에 인지된다. 그 순간 전기적 신호가 화학적 메시지의 형태로 전달되어 후신경에 이미지화된다. 후시경이 눈의 망막에 해당한다고 상상한다면 우리가 맡는 향은 망막에 맺히는 물체의 상이라고 비유할 수 있다. 이 이미지는 우리 뇌에 의해서 관리되고, 기억되며, 분류되고 축적되어 시상하부에 기록된다. 우리는 연습을 통해 특정 향을 명명하고 인지하는 능력을 점진적으로 키울 수 있다. 많은 포도주 애호가들은 마치 외국어를 배우듯이 아로마를 암기하고자 한다. 아로마키트를 사용하면 보다 용이하게 향을 기억할 수 있게 된다.
- 기억하기 : 주기적인 연습을 통해 각각 아로마를 명명하고, 분류하고, 분류해내지 못한 것들을 확인한다.
- 포도주에서 향 인지하기 : 이는 실전 단계이다. 각각의 향들에 익숙해지면, 서서히 포도 품종, 지형, 양조 과정에서 더해지는 향들을 구별해낼 수 있게 된다.

### 양조장 방문
포도주 생산 지역을 여행하는 것 또한 시음 실력을 늘리는 방법 중 하나이다. 다양한 지역의 많은 양조자들은 방문객들이 적은 비용으로 포도주를 시음할 수 있도록 한다. 양조자가 앞에 있을 때도 포도주를 뱉어내는 것은 예의에 어긋나지 않는다고 간주되며, 일반적으로 뱉어낼 수 있는 그릇이 함께 제공된다. 특정 양조장들은 그런 그릇을 제공하지 않기 때문에 테스터들은 바닥이나 자갈밭 등에 포도주를 뱉어낼 수도 있고, 일반적으로 시음 전 어디에 뱉어도 되는지 질의하는 것이 예의이다.

### 포도주 교실 참석
포도주 교실의 숫자는 매년 증가하고 있으며, 대중들이 포도주를 잘 시음 할 수 있도록 도와준다. 기초적인 수준의 교실은 포도주 테스터들이 포도주를 세팅하고, 맛보는 방법까지 알려주며, 소믈리에나 양조자들을 위한 보다 전문적인 교육 과정도 있다.

## 품종에 따른 묘사
포도 품종에 따라 일반적으로 묘사되는 아로마와 맛이 있다.
| 적포도          | 묘사                                 |
| --------------- | ------------------------------------ |
| 까베르네프랑    | 담배, 라즈베리, 잔디                 |
| 카베르네 소비뇽 | 블랙커런트, 유칼리투스, 초콜렛, 담배 |
| 가메            | 딸기, 석류                           |
| 그뤼나쉬        | 스모키, 후추, 라즈베리               |
| 말벡            | 바이올렛, 자두, 미네랄               |
| 메를로          | 블랙 체리, 플럼, 토마토              |
| 네비올로        | 가죽, 타르, 초콜렛, 장미, 푸룬       |
| 쁘띠 쉬라       | 흑후추, 검은 과일들                  |
| 쉬라            | 담배, 후추, 블랙베리, 스모크         |
| 피노누아        | 라즈베리, 체리, 바이올렛, 트러플     |
| 산지오베제      | 허브, 블랙 체리, 가죽                |
| 템프라니요      | 바닐라, 딸기, 담배                   |
| 진판델          | 블랙 체리, 후추, 민트                |

| 백포도주    | 묘사                                     |
| ----------- | ---------------------------------------- |
| 샤르도네    | 버터, 멜론, 사과, 파인애플, 바닐라       |
| 무스카토    | 꿀, 포도, 라임                           |
| 피노 그뤼   | 복숭아, 배, 살구                         |
| 리슬링      | 라임, 레몬, 복숭아, 꿀                   |
| 소비뇽 블랑 | 라임, 아스파라거스, 잔디, 포도, 패션프룻 |
| 베르멘티노  | 배, 크림, 녹색 과일들                    |